# Abborrtjärnen (Edsele socken, Ångermanland)
Abborrtjärnen är en sjö i Sollefteå kommun i Ångermanland och ingår i Indalsälvens huvudavrinningsområde.
Abborrtjärnen finns omtalad i dokument första gången 1685.